# MI (luchtschip)

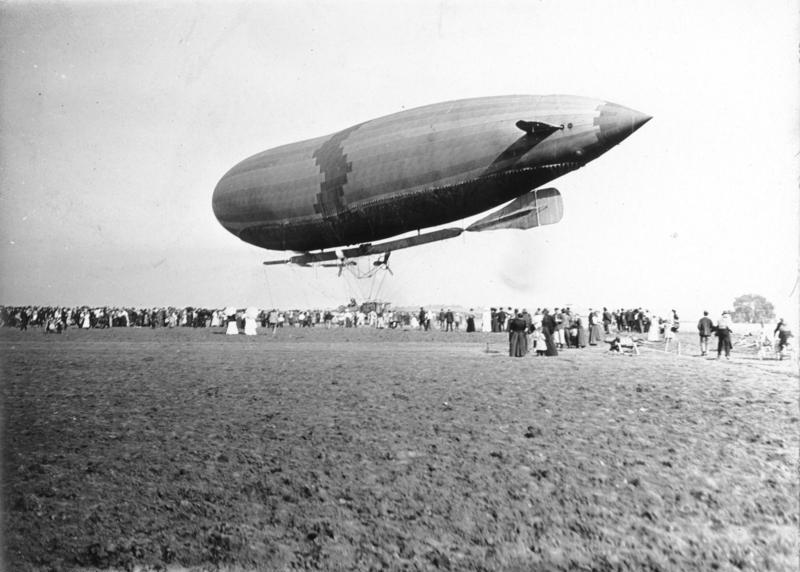
Groß-Basenach M.I

De MI was een luchtschip van Groß-Basenach.
Na de bouw van het M-schip, werd de kiel gelegd voor het tweede schip van Groß-Basenach. Het werd de MI. De MI was een halfstar luchtschip, en had een inhoud van 5000 m³. Het schip werd, mede dankzij dat de heer Groß majoor was in het Duitse leger, verkocht aan het leger en toegevoegd aan de sterkte van de luchtschepen van het Luftschifferbataillon bij Berlijn Reinikendorf.
| Specificaties    | Specificaties                    |
| ---------------- | -------------------------------- |
| M³ gas:          | 5000 m³ waterstof, later 5500 m³ |
| Lengte:          | 65,5 m, later 71,8 m             |
| Diameter:        | 11,1 m                           |
| Gebruik:         | Militair                         |
| Motoren:         | 2 maal Körting motoren van 75 pk |
| Maximumsnelheid: | 47 km/u                          |
| Eerste vaart:    | 30 juni 1908                     |